# Arthur (Illinois)
Arthur é uma vila localizada no estado americano de Illinois, no Condado de Douglas e Condado de Moultrie.

## Demografia
Segundo o censo americano de 2000, a sua população era de 2203 habitantes. 
Em 2006, foi estimada uma população de 2152, um decréscimo de 51 (-2.3%).

## Geografia
De acordo com o United States Census Bureau tem uma área de 
3,3 km², dos quais 3,3 km² cobertos por terra e 0,0 km² cobertos por água. Arthur localiza-se a aproximadamente 198 m acima do nível do mar.

## Localidades na vizinhança
O diagrama seguinte representa as localidades num raio de 20 km ao redor de Arthur. 